# 1,9-Dichlornonan
1,9-Dichlornonan ist eine chemische Verbindung aus der Gruppe der aliphatischen, gesättigten Halogenkohlenwasserstoffe.

## Vorkommen
1,9-Dichlornonan wird von einigen Organismen als Kohlenstoffquelle verwendet. Einige Bakterien (wie Acinetobacter) erhöhen bei Anwesenheit 1,9-Dichlornonan im Abwasser ihre Fähigkeit zur Dehalogenierung.

## Gewinnung und Darstellung
1,9-Dichlornonan kann durch Reaktion von 1,9-Nonandiol mit Thionylchlorid gewonnen werden.

## Eigenschaften
1,9-Dichlornonan ist eine farblose Flüssigkeit, die praktisch unlöslich in Wasser ist.

## Verwendung
1,9-Dichlornonan wird als Zwischenprodukt zur Herstellung von Arzneistoffen verwendet.